# Tortoman
Tortoman (in turco Topal) è un comune della Romania di 1 756 abitanti, ubicato nel distretto di Costanza, nella regione storica della Dobrugia.
Il comune è formato dall'unione di 2 villaggi: Dropia e Tortoman.